# Walter Lambe
Pour les articles homonymes, voir Lambe.
Walter Lambe (né en 1450–1451? - mort après 1504), est un compositeur anglais de la Renaissance.
Ses œuvres sont bien représentées dans le livre de chœur d'Eton. Les livres de chœur Lambeth et Caius contiennent également quelques-unes de ses compositions.

## Compositions figurant dans le livre de chœur d'Eton
- Ascendit Christus
- Gaude flore virginali (perdu)
- Magnificat
- Nesciens mater virgo virum
- O Maria plena gratiae
- O Regina caelestis gloriae (perdu)
- Salve regina
- Stella caeli
- Virgo gaude gloriosa (perdu)